# Österreichischer Pflege- und Betreuungspreis
Der Österreichische Pflege- und Betreuungspreis ist eine österreichische Auszeichnung für das Soziale Engagement von Pflegenden Angehörigen, Ehrenamtlichen, Pflegenden Jugendlichen und Unternehmen. Seit 2014 wird dieser Preis nach Luise Renner, der ersten Präsidentin der Volkshilfe Österreich, Luise benannt.

## Der Preis
Der Preis wurde im Jahr 2008 von der Volkshilfe Österreich und der Pflegezeitschrift Pflegenetz gestiftet. Er dient dazu, Engagement in der Pflege und Betreuung alter, kranker und behinderter Menschen zu würdigen. Die Preisverleihung findet einmal pro Jahr im Rahmen des österreichischen Pflegekongresses statt.
Prämiert werden dabei ausschließlich Unterstützungsleistungen, Entlastungsangebote und Initiativen, die umgesetzt wurden sowie individuelles Engagement. Theoretische Konzepte werden nicht berücksichtigt.
Der Preis wird in 3 Kategorien vergeben:
- Kategorie 1: Pflegende Angehörige: Ausgezeichnet werden Personen, die sich der Pflege und Betreuung alter, kranker und behinderter Menschen in den eigenen vier Wänden annehmen. Jede Einsendung trägt dazu bei, das Engagement pflegender Angehöriger bekannt zu machen und entsprechend zu würdigen.
- Kategorie 2: Unternehmen: Ausgezeichnet werden Firmen, die ihre Arbeitnehmer z. B. mit einer flexibleren Arbeitszeitgestaltung für die Pflege von Angehörigen entlasten oder andere Unterstützungsangebote zur Verfügung stellen.
- Kategorie 3: Ehrenamtliche HelferInnen: Ausgezeichnet werden engagierte Personen, die ehrenamtlich beispielsweise Besuchsdienste oder Nachbarschaftshilfe in Form von Einkaufsbesorgung oder Begleitung anbieten.

2013 wurde erstmals ein Sonderpreis für pflegende Jugendliche vergeben, 2014 auch ein Sonderpreis der Jury.
Seit 2014 wird dieser Preis nach der ersten Präsidentin Luise Renner Luise benannt. Die Statuette, welche den Preisträgern und Preisträgerinnen verliehen wird, wurde vom Künstler Manfred Wakolbinger gestaltet.

## Preisträger
| Jahr | Pflegende Angehörige                                                                                                | Unternehmen | Ehrenamtliche                                                                                             | Pflegende Jugendliche                                          |
| ---- | --- | --- | --- | -------------------------------------------------------------- |
| 2008 | Sandra Leitner, Bärbel Mende-Danneberg                                                                              | Wohnhaus Lebensoase der Volkshilfe, Wohngemeinschaft der Caritas Socialis für demente Menschen                                                            | |                                                                |
| 2009 | Gertrude Rakusan, Anton Diestelberger                                                                               | Erweiterter Pflegestammtisch im Volkshilfe Sozialzentrum Judenburg, Generationen-Wohngemeinschaft Neumargareten der Österreichischen Jungarbeiterbewegung | |                                                                |
| 2010 | Marlene Hainz, Sabrina Göres, Christl Siller                                                                        | | |                                                                |
| 2011 | Hilda und Josef Krenn, Silvia Hintringer, Anerkennungspreis Mehr als ich kann – Ein Film von Pflegenden Angehörigen | Steiermärkische Sparkasse, Karl-Franzens-Universität Graz                                                                                                 | Lieselotte Lehner-Csongor, Anita Kettl, Michaela Adalsteinsson                                            |                                                                |
| 2012 | Gabriele Golnerits                                                                                                  | | Doris Ströher, Verena Lerchster                                                                           |                                                                |
| 2013 | Ghiselaine Jedloutschnig                                                                                            | | Christine Zdenek                                                                                          | Anna-Maria Mayr, Alfred Mayr, Larissa Pfund, Konstantin Prager |
| 2014 | Brigitte Dittrich, Margarita Haupt, Max Stöckl                                                                      | Merkur Warenhandels AG, VAMED-KMB Krankenhausmanagement und Betriebsführungsges.m.b.H.,                                                                   | Karlheinz Reichert, Ehrenamtliche AsylwerberInnen der Böcklingstraße 4, Verein Salz Selbsthilfe Alzheimer | Tamara Pfund                                                   |
| 2015 | Christine Zoidl, Sophie und Klaus Gölles, Heidi Handler                                                             | Landeskrankenhaus Innsbruck (Tirol Kliniken), Energie AG Oberösterreich                                                                                   | Eva Ebner, Maria Fodor, Brigitte und Bernhard Kolarik                                                     | Adin Mulic                                                     |

2014 erging der Sonderpreis der Jury an jene Personen die im Buch Ich bin, wer ich war – Leben mit Demenz beschrieben wurden.
2016 wurde der Preis zum 9. Mal verliehen.
| Jahr | Pflegende Angehörige                                                                              | Ehrenamtliche                                | Pflegende Angehörige zu Demenzerkrankten            | Pflege und Betreuungspersonal zu Demenzerkrankten | Sonderpreis Soziales Jahr                           |
| ---- | ------------------------------------------------------------------------------------------------- | -------------------------------------------- | --------------------------------------------------- | ------------------------------------------------- | --------------------------------------------------- |
| 2019 | Susanne Portner, Peter Lammer, Stefanie Baumegger, Margit und Willi Turetschek, Erika Buchriegler | Karin Landauer, Margret Bardy, Herta Stadler | Josef Bochnicek, Margarete Maier, Margaretha Spanny | Beatrix Gassler, Manuela Pfohl, Magdalena Filca   | Anna Finsterer, Victoria Laubichler, Julia Stranger |